# Callipsyche quadrimaculatus
Callipsyche quadrimaculatus är en fjärilsart som beskrevs av William Chapman Hewitson. Callipsyche quadrimaculatus ingår i släktet Callipsyche och familjen juvelvingar. Inga underarter finns listade i Catalogue of Life.